# کایوبی
کایوبی فرانسیسکو دا سیلوا (پرتغالی: Caiuby Francisco da Silva؛ زادهٔ ۲۰ مارس ۱۹۸۷) که با عموماً نام کایوبی شناخته می‌شود، بازیکن فوتبال اهل برزیل است.
از باشگاه‌هایی که در آن بازی کرده‌است می‌توان به سائو پائولو، کورینتیانس، وولفسبورگ، دویسبورگ، اینگولشتات ۰۴، آگسبورگ و گراس‌هاپر اشاره کرد.